# Голубков, Алексей Константинович
Алексей Константинович Голубков (1912—1944) — сержант Рабоче-крестьянской Красной Армии, участник Великой Отечественной войны, Герой Советского Союза (1945).

## Биография
Алексей Голубков родился 24 марта 1912 года в деревне Михайловское (ныне — Судиславский район Костромской области) в крестьянской семье. Окончил десять классов школы, после чего работал в колхозе. Позднее окончил школу фабрично-заводского ученичества в Костроме, работал на заводе «Рабочий металлист» в чугунолитейном цехе. Имел бронь от службы в армии, однако в августе 1942 года добился своей отправки на фронт. Первоначально был красноармейцем-связистом, затем стал командиром отделения связи 923-го артиллерийского полка 357-й стрелковой дивизии 43-й армии 1-го Прибалтийского фронта. Особо отличился во время освобождения Литовской ССР.
6 июля 1944 года на подступах к Швенчёнису немецкие войска предприняли попытку остановить наступавшие советские части, встретив их сильным артиллерийским огнём. Голубков обеспечивал непрерывную связь между батареями, в течение двух часов под массированным вражеским огнём восстанавливая провода. Три раза был ранен, но своего поста не покинул. Прорвав вражескую оборону, советские части освободили населённый пункт. Только в местном костёле сумело удержаться ещё около роты вражеских солдат, подступы к нему охраняли пулемёты и самоходная артиллерийская установка противника. Голубков и боец Николаев скрытно пробрались с фланга за ограду и уничтожили несколько огневых точек противника, что позволило остальным пехотинцам прорваться непосредственно к костёлу. Во время боя Голубков лично уничтожил 18 солдат и офицеров противника. В одном из помещений костёла рядом с Голубковым разорвалась граната. От полученных ранений он скончался на месте. 
Похоронен в посёлке Лынтупы Поставского района Витебской области Белоруссии.

## Награды и звания
Указом Президиума Верховного Совета СССР от 24 марта 1945 года за «образцовое выполнение боевых заданий командования на фронте борьбы с немецкими захватчиками и проявленные при этом отвагу и геройство» сержант Алексей Голубков посмертно был удостоен высокого звания Героя Советского Союза. Также был награждён орденом Ленина и рядом медалей.
Навечно зачислен в списки воинской части.

## Память
В честь Голубкова названы улицы в Костроме, Судиславле и Лынтупы.
Стела с именем А. К. Голубкова на Аллее Героев в Поставах (пл. Ленина).